# K'Naan
K'naan (« Keinaan » signifie « voyageur » en somali), de son vrai nom Keinan Abdi Warsame né le 30 mai 1978 à Mogadiscio (Somalie), est un chanteur de hip-hop et de reggae, rappeur et musicien somalo-canadien.

## Biographie
Né à Mogadiscio (Somalie) le 30 mai 1978, K'Naan est issu d'une famille d'artistes : sa tante, Magool, est chanteuse et son grand-père, Mohamed Hagi, était un poète célèbre.
C'est la Somalie qui a forgé le musicien et MC K’NAAN Warsame. Petit-fils de Haji Mohamed, l’un des plus grands poètes somaliens, et neveu de la chanteuse à succès Magool, K’Naan a créé son propre courant musical empruntant au reggae, au funk, à la pop, à la soul et surtout au hip hop. 
Depuis la chute du régime de Mohamed Siad Barre en 1991, le pays est en proie à la guerre civile et aux hostilités avec l'Éthiopie.
C'est dans un climat de chaos que cette même année, alors âgé de 13 ans, il prend ce qui s'avèrera être le dernier vol commercial pour New York avec sa mère, ses frères et ses sœurs. Ils rejoignent son père, parti y travailler comme chauffeur de taxi. Celui-ci lui envoyait alors des cassettes de rap américain. « J'ai été un des premiers à écouter du hip-hop à Mogadiscio. J'apprenais le rythme, le flow, alors que je ne savais pas encore l'anglais » (K'Naan).
La famille s'installera quelques mois à Harlem, avant de partir pour Toronto, à Rexdale.
En 2001, lors d'un concert pour l'anniversaire du Haut Commissariat aux réfugiés il déclame un slam à l'ONU, il y est repéré par le chanteur sénégalais Youssou N'Dour.
En mars 2006, il assure la première partie du Welcome to JamRock European Tour de Damian Marley et participe au festival Paris Bamako au Mali avec Amadou et Mariam, M, Oxmo Puccino, Ba Cissoko et Tiken Jah Fakoly. En juillet 2007, il est de passage en France, notamment au Nice Jazz Festival où il donne avec son groupe une prestation remarquée.
En décembre 2007, il va à Djibouti avec ses bandes de musique et participe au Fest Horn (Festival de la corne d'Afrique).
Il apparait sur le morceau "l’arme de paix" de Oxmo Puccino en 2009 sur l’album du même nom.
Il participe à la bande originale du film Dog Pound sorti fin juin 2010. Il devait, du reste, interpréter Butch, le premier rôle du film. Trois jours avant le premier coup de manivelle, il informait la production qu'il se désistait pour se consacrer entièrement à son album. Le rôle était repris au pied levé par Adam Butcher.
Le remix de sa chanson Wavin Flag n'a pas été l'hymne pour la Coupe du monde de football 2010, en Afrique du Sud mais a été utilisée par Coca Cola durant cette dernière. La version originale de cette chanson fait partie de la sélection qui apparaît dans les jeux NBA 2K10 et 2010 Fifa World Cup South Africa.
Son titre Mecca fait partie de la bande son du film Cosmopolis de David Cronenberg avec Robert Pattinson. K'Naan lui-même apparaît dans le film sous la forme d'un rappeur mort d'un problème cardiaque qui se fait transporter à travers les rues de New-York dans un cercueil ouvert pour le célébrer.
En septembre 2024, K'Naan, rappeur somalo-canadien interprète de Wavin' flag (hymne de la Coupe du monde de football de 2010), a été inculpé au Québec pour une agression sexuelle commise à un concert des Black Eyed Peas dans la plaine québécoise d'Abraham en juillet 2010,.

## Style musical
Sa musique est un mélange de classique (samples, beats), de soul et de sons traditionnels est-africains (instruments à cordes, percussions et chants).
Ses textes se nourrissent de son histoire personnelle.
Notons qu'il a rejoint Nelly Furtado afin de créer le groupe Nelstar*.
Enregistré en grande partie à Kingston, Troubadour est un album unique. K’Naan réussit à mélanger des samples et des instruments enregistrés en live pour un son à la fois roots dans la pure tradition africaine et retrouver aussi l’esprit du hip hop classique.Dans un pays dont le nom est synonyme de conflit, il est facile d’étiqueter K’Naan de rappeur engagé.

## Récompenses
- Canadian Urban Music Awards du meilleur compositeur
- Canadian Urban Music Awards du meilleur enregistrement hip-hop
- Prix Juno pour l'artiste de l'année (2010)
- Prix Juno pour le compositeur de l'année (2010)

## Discographie

### Albums
- My Life Is A Movie, 2004
- The Dusty Foot Philosopher, 2005
- The Dusty Foot on the Road, 2007
- Troubadour, 2009
- More Beautiful Than Silence (EP), 2012
- Country, God or the Girl, 2012

### Singles
- C'est le bonheur (août 2006) avec Les Paris Bamako (M , Amadou et Mariam, Tiken Jah Fakoly, Oxmo Puccino, Lea Bulle, K'Naan)
- Wavin' Flag  avec David Bisbal, la version espagnole d'une musique publicitaire, avec Nancy Ajram, version arabe d'une musique publicitaire, Féfé, version française d'une musique publicitaire, à l'occasion de la Coupe du Monde la FIFA 2010, et AI pour la version japonaise pour la musique publicitaire de la même marque que Féfé.
- Wavin' Flag  avec Will.i.am et David Guetta (2010)
- Stop For A Minute avec Keane (2010)
- Looking Back avec Keane (2010)
- Bang Bang avec Adam Levine (2010)
- Summer Paradise  avec le groupe Simple Plan (2012)
- Is Anybody Out There avec Nelly Furtado (2012)

### Compilations
- 2006 : Africa Plays On

### Autres participations
- 2012 : Chimes of Freedom: Songs of Bob Dylan Honoring 50 Years of Amnesty International. Reprise de With God on Our Side de Bob Dylan